# Терацо
Тера̀цо (на италиански: Terrazzo; на венециански: Terrasso, Терасо) е село и община в Северна Италия, провинция Верона, регион Венето. Разположено е на 12 m надморска височина. Населението на общината е 2242 души (към 2015 г.).